# 1. liga národní házené žen 2009/2010
1. liga národní házené žen 2009/2010 byla sezónou 1. ligy národní házené žen v letech 2009/2010.
Předchozí sezóna: 2008/09
Následující sezóna: 2010/11

## Stupně vítězů
| Zlato          | Stříbro        | Bronz       | 4 místo       |
| -------------- | -------------- | ----------- | ------------- |
| SK Chomutov NH | Sokol Dobruška | TJ Přeštice | Sokol Tymákov |

## Systém soutěže
Nejvyšší soutěže v národní házené žen na území ČR se v sezóně 2009/10 zúčastnilo celkem 12 klubů. Hrálo se dvoukolově systémem každý s každým, poté kluby na 1. až 4. místě postoupily do play-off, klub na 12. místě sestoupil přímo do oblastního přeboru a klub na 11. místě musel spolu s nejlepšími kluby z oblastních přeborů hrát kvalifikaci o 1. ligu pro další sezónu.

## Rozmístění klubů v jednotlivých krajích
| Kraj            | Počet klubů | Kluby                     |
| --------------- | ----------- | ------------------------- |
| Plzeňský        | 3           | Božkov, Přeštice, Tymákov |
| Královéhradecký | 2           | Dobruška, Krčín,          |
| Praha           | 2           | Modřany, Spoje            |
| Ústecký         | 2           | Chomutov, Žatec           |
| Pardubický      | 1           | Hlinsko                   |
| Olomoucký       | 1           | Rokytnice                 |
| Moravskoslezský | 1           | Studénka                  |

## Tabulka
| Poř. | Tým                | Z  | V  | R | P  | VG  | OG  | B  |
| ---- | ------------------ | -- | -- | - | -- | --- | --- | -- |
| 1.   | Sokol Dobruška     | 22 | 20 | 0 | 2  | 468 | 308 | 40 |
| 2.   | SK Chomutov NH     | 22 | 18 | 1 | 3  | 472 | 327 | 37 |
| 3.   | Sokol Tymákov      | 22 | 17 | 1 | 4  | 452 | 346 | 35 |
| 4.   | TJ Přeštice        | 22 | 16 | 0 | 6  | 350 | 291 | 32 |
| 5.   | TJ Sokol Rokytnice | 22 | 11 | 2 | 9  | 341 | 377 | 24 |
| 6.   | TJ Šroubárna Žatec | 22 | 9  | 1 | 12 | 405 | 435 | 19 |
| 7.   | HK Hlinsko         | 22 | 7  | 2 | 13 | 346 | 376 | 16 |
| 8.   | SK Studénka        | 22 | 7  | 1 | 14 | 291 | 370 | 15 |
| 9.   | Sokol Krčín        | 22 | 7  | 1 | 14 | 387 | 431 | 15 |
| 10.  | TJ Božkov          | 22 | 6  | 1 | 15 | 229 | 343 | 13 |
| 11.  | TJ Spartak Modřany | 22 | 5  | 1 | 16 | 201 | 257 | 11 |
| 12.  | TJ Spoje Praha     | 22 | 2  | 3 | 17 | 294 | 375 | 7  |

Poznámky:
- Z = Odehrané zápasy; V = Vítězství; R = Remízy; P = Prohry; VG = Vstřelené góly; OG = Obdržené góly; B = Body
- O pořadí na 8. a 9. místě rozhodly vzájemné zápasy
- 2. kolo SK Studénka - Sokol Krčín 16:15
- 13. kolo Sokol Krčín - Sk Studénka 19:20

Kvalifikace nebo sestup
|  | Postup do play-off                 |
|  | Účast v kvalifikaci o 1. ligu      |
|  | Přímý sestup do oblastního přeboru |

## Play-off

### 1. semifinále - vítěz Sokol Dobruška 45:36
- Přeštice - Dobruška 22:25 (10:13)
- Dobruška - Přeštice 20:14 (11:8)

### 2. semifinále - vítěz SK Chomutov NH 38:37
- Tymákov - Chomutov 24:24 (17:14)
- Chomutov - Tymákov 14:13 (8:5)

### O 3. místo - vítěz TJ Přeštice 31:31 (17:14 na branky venku)
- Přeštice - Tymákov 14:14 (6:7)
- Tymákov - Přeštice 17:17 (9:9)

### Finále - vítěz SK Chomutov NH 33:33 (16:14 na branky venku)
- Chomutov - Dobruška 17:14 (7:7)
- Dobruška - Chomutov 19:16 (13:9)

## Kvalifikace o 1. ligu
Kvalifikaci o 1. ligu žen hrálo dohromady 6 klubů (předposlední tým 1. ligy a 5 nejlepších týmů z oblastních přeborů) Hrála se formou jednoho turnaje, který se uskutečnil v Bakově nad Jizerou. Tento turnaj se hrál jednokolově systémem každý s každým, poté se vyhodnotila tabulka turnaje a týmy na 1. a 2. místě postoupily do 1. ligy.
- Most - Blovice 9:23
- Draken - Bakov 12:13
- Náchod - Modřany 12:11
- Blovice - Bakov 17:13
- Náchod - Most 26:15
- Modřany - Draken 13:12
- Blovice - Náchod 22:20
- Bakov - Modřany 10:8
- Most - Draken 14:12
- Modřany - Blovice 5:10
- Náchod - Draken 20:19
- Bakov - Most 18:16
- Draken - Blovice 10:14
- Most - Modřany 12:24
- Bakov - Náchod 23:18

| Poř. | Tým                     | Z | V | R | P | VG | OG  | B  |
| ---- | ----------------------- | - | - | - | - | -- | --- | -- |
| 1.   | Sokol Blovice           | 5 | 5 | 0 | 0 | 86 | 57  | 10 |
| 2.   | Sokol Bakov nad Jizerou | 5 | 4 | 0 | 1 | 77 | 71  | 8  |
| 3.   | SK Rubena Náchod        | 5 | 3 | 0 | 2 | 96 | 90  | 6  |
| 4.   | TJ Spartak Modřany      | 5 | 2 | 0 | 3 | 37 | 56  | 4  |
| 5.   | Baník Most NH           | 5 | 1 | 0 | 4 | 66 | 103 | 2  |
| 6.   | Draken Brno             | 5 | 0 | 0 | 5 | 65 | 74  | 0  |

## 5 nejlepších střelkyň ligy
| Poř. | Jméno                  | Klub     | Počet branek | Průměr branek na zápas |
| ---- | ---------------------- | -------- | ------------ | ---------------------- |
| 1.   | Petra Laštovičková     | Dobruška | 219          | 9,95                   |
| 2.   | Helena Benešová        | Chomutov | 203          | 9,23                   |
| 3.   | Petra Bendová          | Tymákov  | 191          | 8,68                   |
| 4.   | Štěpánka Bonaventurová | Hlinsko  | 188          | 8,55                   |
| 5.   | Zdeňka Bilohuščinová   | Žatec    | 153          | 7,65                   |